# Sources sur la vie de Jésus de Nazareth
 (juillet 2013).
Si vous disposez d'ouvrages ou d'articles de référence ou si vous connaissez des sites web de qualité traitant du thème abordé ici, merci de compléter l'article en donnant les références utiles à sa vérifiabilité et en les liant à la section « Notes et références ».
Les Évangiles canoniques ont longtemps constitué les seules sources sur la vie de Jésus de Nazareth. Les recherches plus récentes ont élargi la liste des documents utilisés notamment aux écrits apocryphes dont la valeur historique fait cependant l'objet de débats, entre autres sur leur fiabilité et leur datation.

## Généralités
La nécessité d'une approche historique et rationnelle de Jésus est apparue au XVIIIe siècle avec Hermann Samuel Reimarus qui voulait retrouver le véritable enseignement de Jésus dégagé de celui des traditions. Au XIXe siècle, il y eut de nombreux auteurs pour écrire une « vie de Jésus » à visée de reconstitution historique, comme celles d’Ernest Renan en France ou de David Strauss en Allemagne. 
Ainsi que le dit Pierre Geoltrain, « Nul n'oserait plus, de nos jours, écrire une vie de Jésus comme celles qui virent le jour au XIXe siècle. L'imagination suppléait alors au silence des sources ; on faisait appel à une psychologie de Jésus qui était le plus souvent celle de l'auteur. L'ouvrage d'Albert Schweitzer sur l'histoire des vies de Jésus a mis un terme à ce genre de projet. Quant à l'entreprise inverse, quant aux thèses des mythologues qui, devant les difficultés rencontrées par l'historien, ont pensé les résoudre toutes en expliquant les Évangiles comme un mythe solaire ou un drame sacré purement symbolique, elle ne résiste pas à l'analyse. L'étude des Évangiles permet de dire, non seulement que Jésus a existé, mais encore bien plus ». Des auteurs tels que (Joseph Klausner, Rudolph Bultmann, Daniel Marguerat...) avancent que le Jésus qui a existé n'est pas celui que présentent les Évangiles.
Albert Schweitzer, dans son Histoire des recherches sur la vie de Jésus publiée en 1906 (jamais traduite en français), a mis en évidence qu'il n'est pas possible d'avoir une représentation fidèle de Jésus. Les éléments les plus complets disponibles sur sa vie sont des écrits qui ne sont pas des comptes rendus rigoureux mais des témoignages attribués à des disciples qui les ont rédigés des années après les événements, et les ont interprétés d'après les prophéties de l'Ancien Testament et selon une perspective eschatologique, à une époque où la notion d'exactitude historique n'existait pas. 
Cependant, les textes constituent des sources d'étude valables à condition qu'ils soient soumis à la critique. L’étude des premiers temps du christianisme, l'exégèse biblique et l'examen d'autres textes comme les apocryphes, constituent aujourd’hui une discipline à laquelle contribuent en commun des chercheurs quelles que soient leurs convictions et leur appartenance religieuse.

## Les sources chrétiennes

### Les sources canoniques
Le Nouveau Testament est l’ensemble des écrits canoniques des Églises chrétiennes. Pris dans son entier, c'est la source la plus complète dont on dispose concernant la vie et l'enseignement de Jésus.
Reconstituer une vie de Jésus en extrayant des textes divers épisodes articulés dans une logique chronologique ne saurait toutefois être assimilé à une biographie aux qualités historiennes. Ainsi, l'exégèse historico-critique montre que chacun des textes évangéliques a un message précis, différent et même parfois concurrent des autres. 

#### Les Évangiles

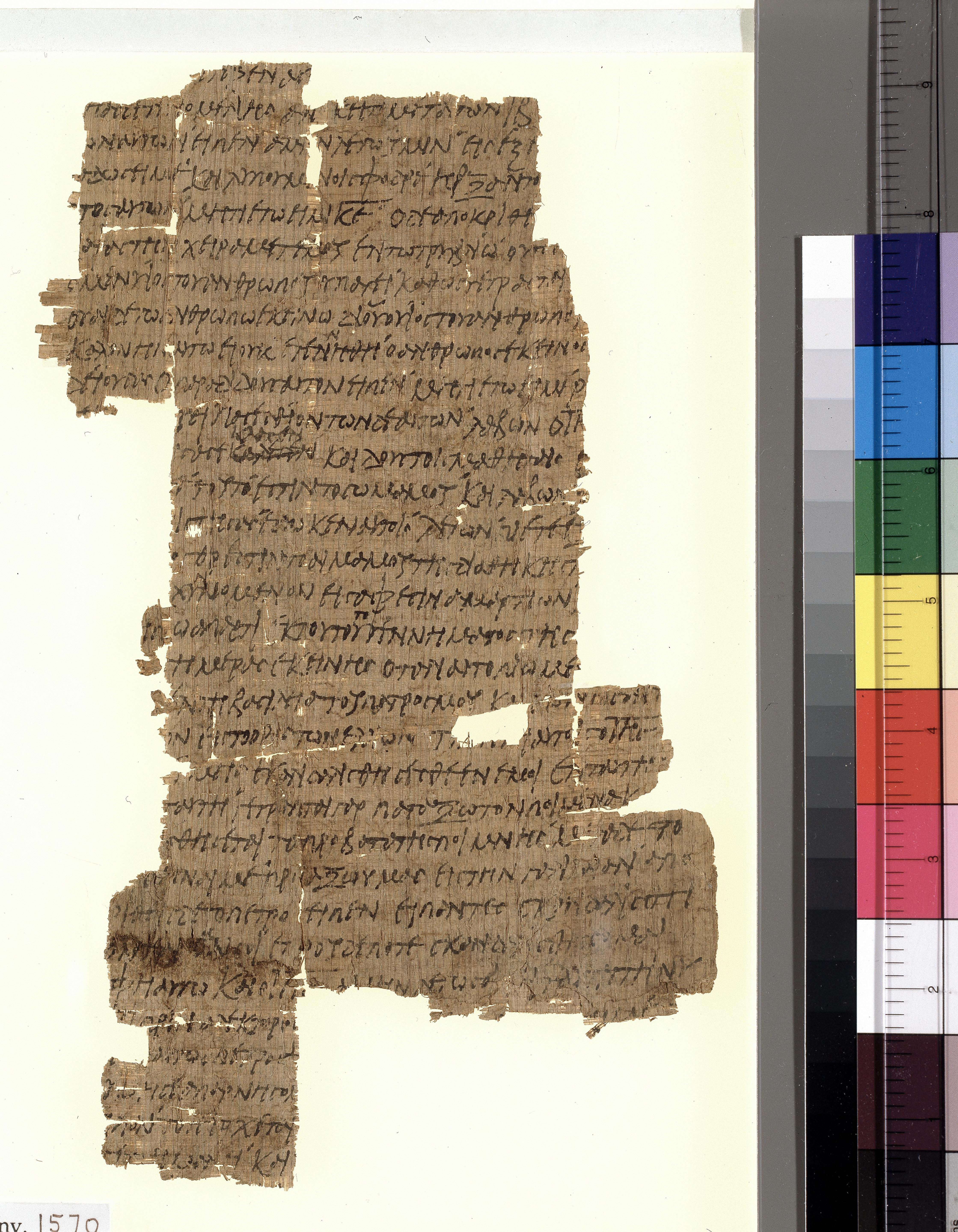
Papyrus 37,
extrait de l'évangile de Matthieu, vers 250, University of Michigan.

Les Évangiles selon Matthieu, Marc et Luc, qui racontent l'histoire de Jésus d'un point de vue relativement semblable, sont dits « synoptiques ». L'évangile selon Jean relève d'une autre christologie. Le premier des évangiles à avoir été rédigé semble être celui selon Marc. Les parties communes à Matthieu et à Luc dépendent sans doute, selon la majorité des chercheurs, d'un document plus ancien mais perdu appelé source Q. Dans leur état actuel, les évangiles datent vraisemblablement d'entre 68 et 110. Ils sont le fruit d'un long processus de recueil de paroles et leur agencement est organisé à la manière d'une Vie (une Vita) à l'antique, qui n'est pas une biographie.

#### Les Actes des Apôtres
Les Actes des Apôtres, vraisemblablement rédigés par l'auteur de l'évangile selon Luc autour de l'année 80, retracent les débuts des premières communautés chrétiennes à partir de la Pentecôte qui, pour cet auteur proche de Paul de Tarse, préfigurent l'Église universelle. Ils racontent le début de la diffusion de ce qui est alors obscur courant du judaïsme, dans certaines parties de l'Empire romain, dans une vision centrifuge à contre-courant de l'eschatologie juive centrée sur Jérusalem.

#### Les Épîtres
Les Épîtres de Paul, où se trouve le passage qui constitue la mention la plus ancienne du christianisme concernant la mort et la résurrection de Jésus, sept autres Épîtres, dites catholiques - c'est-à-dire, alors, adressées à toutes les communautés chrétiennes - et l'Apocalypse forment un corpus qui témoigne de la réflexion des premiers disciples sur Jésus. Leur rédaction prend place entre 50 et 65 mais elles ne fournissent que peu de renseignements sur la vie de Jésus.

### Les écrits apocryphes
Les textes apocryphes comprennent, entre autres, le Protévangile de Jacques (un récit de l'enfance), l'Évangile selon Thomas (recueil de logia), l'Évangile de Nicodème et les Actes de Pilate (descente aux Enfers) ou encore l'Histoire de Joseph le charpentier. Ces écrits apocryphes ont été édités dans la collection de la Pléiade. Ils sont pour la plupart disponibles en ligne dans des traductions anciennes.
Des études sont consacrées à ces écrits que l’Église catholique a rejetés du canon. Elles montrent que l’Église a puisé dans ces textes, de manière non avouée, de nombreux éléments pour les intégrer dans la « tradition chrétienne ».

### Autres sources chrétiennes

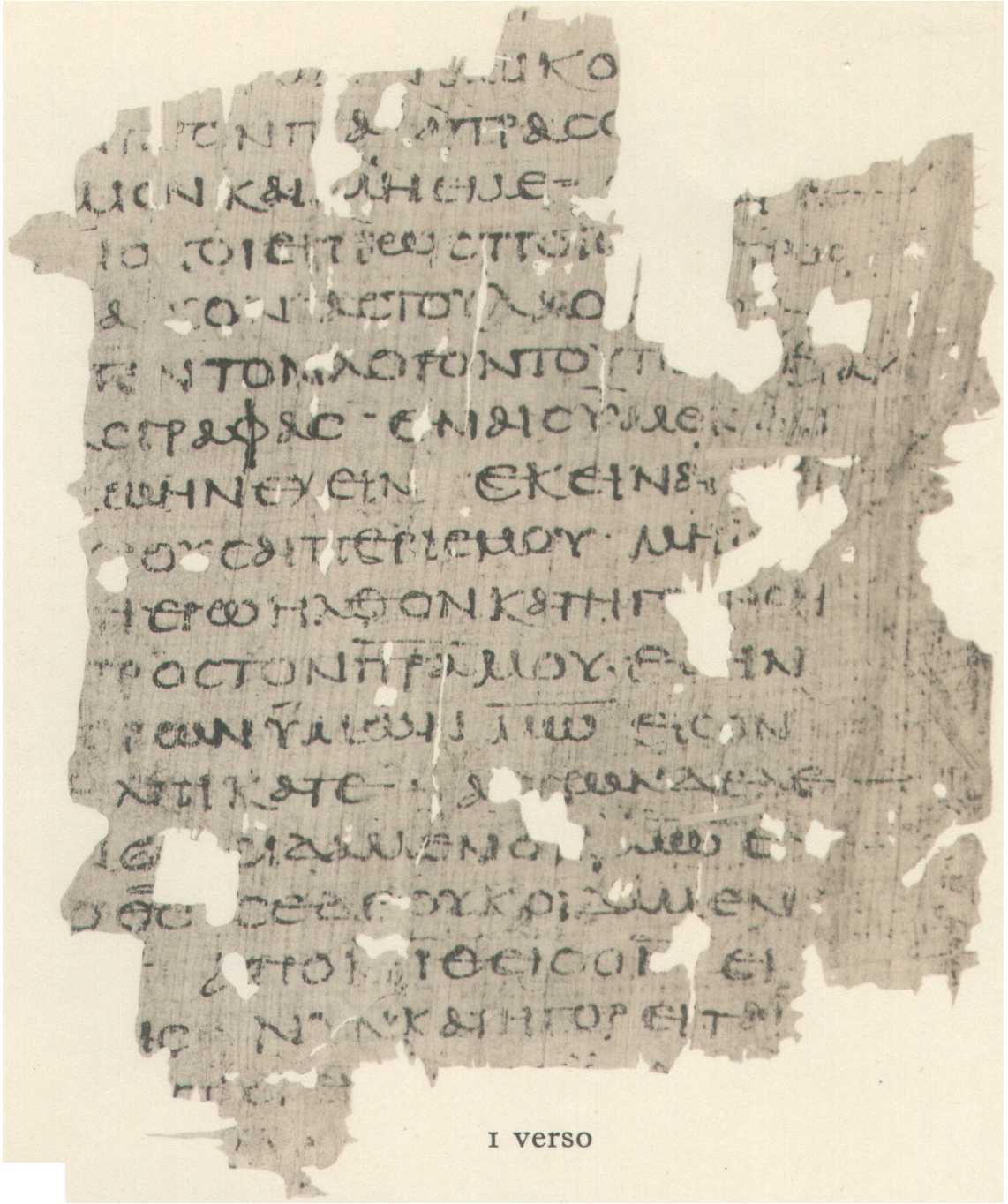
Papyrus Egerton
un évangile apocryphe à l'auteur inconnu, entre 100 et 150.

Les agrapha, mot signifiant « choses non écrites », sont des paroles de Jésus qui ne se trouvent pas dans les textes canoniques. Certaines d'entre elles pourraient être authentiques. Elles proviennent de variantes des Évangiles (ex. : codex de Bèze, Lc 6,5 : « Le même jour voyant quelqu'un travailler le jour du sabbat, il lui dit : homme, si tu sais ce que tu fais, tu es heureux ; mais si tu ne le sais pas, tu es maudit et transgresseur de la loi » cf. TOB), de citations des pères de l'Église (ex. : « Demandez de grandes choses et les petites vous seront ajoutées »), des papyri d'Oxyrhynque (« Celui qui aujourd'hui est loin, demain il sera proche de vous »), des textes apocryphes du Nouveau Testament comme l'évangile selon Thomas (« Heureux l'homme qui a souffert ; il a trouvé la vie ») et l'Évangile des Nazaréens. 
Les écrits des pères apostoliques (Didachè, épître de Clément de Rome, homélie du IIe siècle, les Lettres d'Ignace d'Antioche, lettres de Polycarpe de Smyrne, lettre de l'Église de Smyrne sur le martyre de Polycarpe, lettre de Barnabé, lettre à Diognète, fragments de Papias d'Hiérapolis, le Pasteur d'Hermas) sont ceux dont les auteurs, sans avoir connu Jésus, ont vécu au temps des apôtres. Ceux des autres pères de l'Église (Justin Martyr, Irénée de Lyon, Hippolyte de Rome, Origène, Clément d'Alexandrie, Tertullien, Cyprien de Carthage, Lactance, etc.) vont du IIe siècle au Ve siècle.

## Les sources non chrétiennes

### Flavius Josèphe
Il n'existe aucun acte officiel des autorités romaines se rapportant à Jésus. Le premier chroniqueur qui évoquait Jésus vers 94 serait Flavius Josèphe, romain d'origine juive né en 39. Son témoignage, ou pseudo-témoignage selon les points de vue, est connu sous son nom latin de Testimonium flavianum : « Vers le même temps vint Jésus, homme sage, si toutefois il faut l'appeler un homme. Car il était un faiseur de miracles et le maître des hommes qui reçoivent avec joie la vérité. Et il attira à lui beaucoup de Juifs et beaucoup de Grecs. C'était le Christ. Et lorsque sur la dénonciation de nos premiers citoyens, Pilate l'eut condamné au crucifiement, ceux qui l'avaient d'abord chéri ne cessent pas de le faire, car il leur apparut trois jours après ressuscité, alors que les prophètes divins avaient annoncé cela et mille autres merveilles à son sujet. Et le groupe appelé d'après lui celui des Chrétiens n'a pas encore disparu. »
Flavius Josèphe évoquait aussi Jésus quand il relatait la mort de Jacques, à l'instigation du grand-prêtre Anân (Antiquités judaïques, 20, 200) : « Comme Annan était tel et qu'il croyait avoir une occasion favorable parce que Festus était mort et Albinus encore en route, il réunit un sanhédrin, traduit devant lui Jacques, frère de Jésus appelé le Christ, et certains autres, en les accusant d'avoir transgressé la loi, et il les fit lapider. » Il n'existe pas de consensus sur ce qui est authentique et ce qui ne l'est pas dans ce texte. Les avis des spécialistes vont de l'interpolation complète à l'authenticité complète en passant par l'interpolation partielle.

### Auteurs gréco-romains
Dans une lettre à Trajan en 111 ou 112, Pline le Jeune demande à l'empereur la conduite à tenir à l'égard des premiers chrétiens de Bithynie. Il y est écrit qu'« ils s'assemblent, à jour marqué, avant le lever du soleil ; ils chantaient tour à tour des hymnes à la louange du Christ, comme en l'honneur d'un dieu ; ils s'engageaient par serment, non à quelque crime, mais à ne point commettre de vol, de brigandage, d'adultère, à ne point manquer à leur promesse, à ne point nier un dépôt ; après cela, ils avaient coutume de se séparer, et se rassemblent de nouveau pour manger des mets communs et innocents. » 
Dans les Annales de l'historien romain Tacite, écrites vers 116, un passage relate la mise en cause des chrétiens lors de l'incendie de Rome en 64. Néanmoins, le passage en question n'a été découvert qu'en 1429 par le secrétaire pontifical Poggio Bracciolini et certains auteurs ont mis son authenticité en doute ; il est par contre aujourd'hui considéré comme authentique par les historiens. « Mais aucun moyen humain, ni largesses impériales, ni cérémonies expiatoires ne faisaient taire le cri public qui accusait Néron d'avoir ordonné l'incendie. Pour apaiser ces rumeurs, il offrit d'autres coupables, et fit souffrir les tortures les plus raffinées à une classe d'hommes détestés pour leurs abominations et que le vulgaire appelait chrétiens. Ce nom leur vient de Christ, qui, sous Tibère, fut livré au supplice par le procurateur Ponce Pilate. Réprimée un instant, cette exécrable superstition se débordait de nouveau, non seulement dans la Judée, où elle avait sa source, mais dans Rome même, où tout ce que le monde enferme d'infamies et d'horreurs afflue et trouve des partisans. On saisit d'abord ceux qui avouent leur secte ; et, sur leurs révélations, une infinité d'autres, qui furent bien moins convaincus d'incendie que de haine pour le genre humain. On fit de leurs supplices un divertissement : les uns, couverts de peaux de bêtes, périssent dévorés par des chiens ; d'autres mouraient sur des croix, ou bien ils étaient enduits de matières inflammables, et, quand le jour cessait de luire, on les brûlait en place de flambeaux. Néron prêtait ses jardins pour ce spectacle, et donnait en même temps des jeux au Cirque, où tantôt il se mêlait au peuple en habit de cocher, et tantôt conduisait un char. Aussi, quoique ces hommes fussent coupables et eussent mérité les dernières rigueurs, les cœurs s'ouvraient à la compassion, en pensant que ce n'était pas au bien public, mais à la cruauté d'un seul, qu'ils étaient immolés. »
Dans ses Vies des douze Césars, vers 120, Suétone écrit : « [Claude] chassa de Rome les juifs qui se soulevaient sans cesse à l'instigation d'un certain Chrestus. » Cette opération se passe en 50, environ vingt ans après la mort de Jésus. « Christus » et « Chrestos » sont deux mots différents, l'un signifiant « l'oint » (désignant une personne consacrée), l'autre se traduisant par « le bon » et faisant parfois office de nom propre. Suétone mentionne ici les « juifs » alors qu'il mentionne les « chrétiens » dans le livre sur la vie de Néron : « [Néron] livra aux supplices les chrétiens, race adonnée à une superstition nouvelle et coupable. »
Une lettre d'un stoïcien nommé Mara bar Sérapion, adressée en syriaque à son fils, parle d'un « sage roi » exécuté par les siens - les Juifs - à l'instar de Socrate et Pythagore, dans ce qui est accepté comme une allusion à Jésus de Nazareth. Si la recherche s'accorde pour le dater d'après 73, la datation du document est fort débattue, pouvant aller jusqu'à l'aube du Ve siècle, avec une majorité de chercheurs inclinant pour une rédaction au cours du IIe siècle. Le document renseigne, en tout état de cause, davantage sur le christianisme que sur Jésus tandis que son implication des Juifs est, au mieux, douteuse et elle s'inscrit dans une démonstration plus générale.
Celse, philosophe païen et anti-chrétien du IIe siècle, auteur du Discours véritable, rapporte les propos d'un juif érudit selon lesquels Jésus serait le fils illégitime d'un soldat romain, Pantera : « La mère de Jésus a été chassée par le charpentier qui l'avait demandée en mariage, pour avoir été convaincue d'adultère et être devenue enceinte des œuvres d'un soldat romain nommé Panthera. Séparée de son époux, elle donna naissance à Jésus, un bâtard. La famille étant pauvre, Jésus fut envoyé chercher du travail en Égypte ; et lorsqu'il y fut, il y acquit certains pouvoirs magiques que les Égyptiens se vantaient de posséder » (Celse est cité par Origène, dans Contre Celse, livre I).  
L'écrivain satirique Lucien de Samosate, dans la deuxième partie du IIe siècle, fait une allusion au supplice de Jésus, sans le nommer, dans La Mort de Pérégrinos : « celui que l'on avait adoré en Palestine et qui subit là-bas le supplice de la croix, coupable, aux yeux de ses semblables, d'avoir inventé de nouveaux mystères pour l'humanité » (§ 11) et « Ces pauvres chrétiens se croient immortels et s'imaginent que l'éternité les attend. Ils se moquent pas mal des supplices et se jettent avec courage dans les bras de la mort. Celui qui fut leur législateur les convainquit que tous les hommes étaient frères. Une fois convertis, ils mettent au rebut les dieux des Grecs, pour vénérer ce sophiste mis en croix dont ils suivent à la lettre les moindres préceptes » (§ 13).

### Le Talmud
Le Talmud fait référence à un certain Yeshu. Depuis le Moyen Âge, on rencontre un Yeshu ou Yeshu Hanotsri (le Nazaréen) dans les Toledot Yeshu, écrites au XIe siècle et qui reflètent l'antagonisme des communautés chrétiennes et juives à cette époque. Tandis qu'on rencontre un Yeshu (compris comme nom de Jésus en hébreu tardif) et les deux personnages ont été identifiés comme identiques. Cependant, des indices peuvent laisser penser que le Yeshu des Toledoth Yeshu et celui du Talmud n'ont pas de rapport ensemble. En revanche, Joseph Klausner trouve fiable le rapprochement du Yeshu du Talmud avec le personnage de Jésus.
Le Talmud de Babylone, Sanhedrin 43a, rapporte : « La tradition rapporte : la veille de la Pâque, on a pendu Yeshu. Un héraut marcha devant lui durant quarante jours disant : il sera lapidé parce qu’il a pratiqué la magie et trompé et égaré Israël. Que ceux qui connaissent le moyen de le défendre viennent et témoignent en sa faveur. Mais on ne trouva personne qui témoignât en sa faveur et donc on le pendit la veille de la Pâque. Ulla dit : — Croyez-vous que Yeshu (dans les éditions plus tardives - Yeshu Hanotsri) était de ceux dont on recherche ce qui peut leur être à décharge ? C'était un séducteur ! et la Torah dit : tu ne l'épargneras pas et tu ne l'excuseras pas (Deutéronome 13,9)… Une tradition rapporte : Yeshu avait cinq disciples, Mattai, Naqi, Netser, Boni et Todah ».